# Odinophora cruenta
Odinophora cruenta är en stekelart som beskrevs av Viktorov 1967. Odinophora cruenta ingår i släktet Odinophora och familjen brokparasitsteklar. Inga underarter finns listade i Catalogue of Life.